# 類骨
類骨(英: osteoid)とは骨組織の基質要素の1つ。種々の特殊なタンパク質として類骨を分泌することにより骨芽細胞は骨組織を形成する。類骨の骨化により隣接する骨細胞は新しい骨組織へと発展する。
類骨は骨量の50%、骨重量の25%を占める。類骨は線維と基質により構成される。主な線維はコラーゲン1型であり、類骨の90%を構成する。基質はコンドロイチン硫酸やオステオカルシンがほとんどである。
無機質の不足あるいは骨芽細胞の機能不全があると、類骨の骨化は不完全となり蓄積する。この状態を骨軟化症と呼ぶ。骨軟化症が子供や幼若動物に存在する場合はくる病と呼ぶ。